# Pedro Fernández de Córdoba y Dávila
Pedro Fernández de Córdoba (n. 1597-¿Cartago? de la provincia de Costa Rica, 1663) fue un militar y funcionario indiano que ocupara el cargo de gobernador interino de Costa Rica desde 1661 hasta 1662. 

## Biografía
Pedro Fernández de Córdoba había nacido en el año 1597 y al ingresar en la carrera militar llegó al grado de capitán y se casó en Cartago de Costa Rica con Catalina de Chaves, una hija de Cristóbal de Chaves y María de Alfaro.
En 1661 fue designado alcalde ordinario de la ciudad de Cartago, razón por la cual el 25 de noviembre de ese año le correspondió hacerse cargo del gobierno de Costa Rica, en calidad de teniente de gobernador, por haber fallecido el antecesor Andrés Arias Maldonado y Velasco.
El 27 de febrero de 1662 entregó el poder a Rodrigo Arias Maldonado y Góngora, nombrado por la Real Audiencia de Guatemala como gobernador interino.